# Kondensationskerne
Kondensationskerner er små partikler (typisk 0,0002 mm eller 1/100 af størrelsen på en skydråbe) som vanddamp kan kondensere på. Vanddamp kondenserer meget lettere, når man har kondensationskerner i atmosfæren. Uden kondensationkerner kan vanddamp, som bliver underkølet til under 0 °C, kondensere til små vanddråber, og i temperaturer over frysepunktet må luften overmættes til omkring 400 %, før dråber bliver dannet. For at få dannet skyer og nedbør så hurtigt, som de opstår i atmosfæren, må man altså have kondensationskerner.

## Størrelse, mængde og opbygning
En typisk regndråbe er omkring 2 mm i diameter, en typisk skydråbe er omkring 0,02 mm, og en typisk skykondensationskerne (aerosol) er i størrelsesorden 0,0001 mm (0,1 mikrometer) eller større i diameter. Tallet på kondensationskerner i luften kan måles og er normalt mellem 100 og 1000 per kubikcentimeter. Den totale masse af skykondensationskerner som går op i atmosfæren hvert år er beregnet til omtrent 2×1012 kg. Store mængder af disse partikler fører til dis i områder med lavere luftfugtighed. Denne tørre dis har også en effekt på klima ved enten at absorbere eller reflektere stråling (albedo).
Der findes mange forskellige typer atmosfæriske partikler, som vanddamp kan kondensere på. Partiklerne kan være støv, ler, sod eller sort karbon fra græs- eller skovbrande, søsalt, sod fra industriudslip, udstødning fra trafik, sulfat fra vulkansk aktivitet, planteplankton eller oxidering af svovldioxid og andre organiske materialer. Desuden kan de kemiske partikler blande sig med andre partikler (særlig sulfat og organisk karbon). Nogen partikler (som sod og mineraler) er ikke så gode som kondensationskerner, men fungerer vel som iskerner i de koldere dele af atmosfæren.
Tallet på kondensationskerner og hvad, de er lavet af, kan påvirke både strålingsegenskaberne og levetiden for skyer, og dermed have en indvirkning på klimaændringer. Detaljerne omkring dette er endnu uklare.

## Iskerner
Iskerner er partikler, som kan danne iskrystaller i atmosfæren, og gør det muligt for is at blive dannet ved omkring −10 °C. Uden iskernerne skal temperaturen være −40 °C, før der bliver dannet is. Der er mange processer i atmosfæren, som kan danne ispartikler. Den enkleste er, når vanddamp sublimerer direkte på faste partikler. Når man har iskerner, kan det også føre til, at underkølet vand fryser, når de kommer i kontakt med partiklerne.
Ispartikler kan spille en vigtig rolle i skydynamik og er kendt for at have en vigtig rolle i at elektrificere skyerne, som så kan føre til lyn. De er også vigtige i dannelse af regndråber.
Det er mange forskellige partikler i atmosfæren, som kan blive iskerner, både naturlig og menneskeskabte. Disse inkluderer mineraler, sod, organisk materiale og sulfat. Det er derimod stor forskel mellem de forskellige stoffer på hvor effektivt, is kan opstå på dem under forskellige atmosfæriske forhold. Vi kender kun lidt til fordelingen af disse partikler, hvor stor rolle de spiller for det globale klima og om menneskelig aktivitet eventuelt har ændret på disse effekterne.

## Kondensation
I atmosfæren er svovlsyre og organiske partikler de almindeligste kondensationskerner. Forhold som vanddamptryk og temperatur omkring en partikel afgør, om vanddamp vil kondensere eller vand fordampe. På grund af Kelvineffekten (baseret på krumningen af dråber) vil mindre partikler behøve højere relativ fugtighed for at komme i ligevægt end større partikler. Relativ fugtighed (%) for ligevægt kan udtrykkes i ligningen:
{\displaystyle RH=\left({\frac {p_{s}}{p_{0}}}\right)\times 100\%=S\times 100\%}
hvor ps er mætningsvanddamptrykket over en partikel i ligevægt (omkring en krummet vanddråbe), p0 er mætningsvanddamptrykket over en horisontal flade af den samme væske og S er mætningsforholdet.
Kelvins ligning for mætningsvanddamptryk over en krummet overflade er:
{\displaystyle {p_{s}}=p_{0}exp\left({\frac {2\sigma M}{RT\rho r_{p}}}\right)}
hvor p0 er mætningsvanddamptrykket over en horisontal flade, rp er dråberadiusen, σ er overfladespændingen, ρ er tætheden for væsken, M er den molekylære masse, T er temperaturen og R den molare gaskonstant.

Der findes tre regimer for kondensationspartikler. Det første regime kaldes frit molekylært regime, som har dp< 10 nm (partikeldiameter) eller Kn >> 1 (Knudsentallet). Frit molekylært regime er karakteriseret ved meget små partikler, som har samme frie bevægelse og som har stort rum at flytte sig i, før de kolliderer med en anden partikel. Massefluksligningen for et sådant regime er:
{\displaystyle I=\pi \cdot a^{2}\left({\frac {P_{\infty }}{k_{b}T_{\infty }}}-{\frac {P_{A}}{k_{b}T_{A}}}\right)C_{A}\alpha }
hvor a er partikelradiusen, P er trykket, kb er Boltzmankonstanten, T er temperaturen, Ca er termalfarten og α er massetilpasningskoefficienten. Man tænker sig i udviklingen af denne ligning, at trykket og diffusionskoefficienten er konstant.

Kontinuumregimet er for større partikler med dp> 200 nm eller Kn << 1. I dette regime er partiklerne store nok til at "se" omgivelserne sine som et kontinuum. Den molekylære flux i dette regime er:
{\displaystyle I_{cont}\approx {\frac {4\pi aM_{A}D_{AB}}{RT}}\left(P_{A\infty }-P_{AS}\right)}
hvor a er partikelradiusen for partiklen A, MA er den molekylære masse for partikel A, DAB er diffussionskoefficienten mellem partiklerne A og B, R er den ideelle gaskonstant, T er temperaturen i Kelvin og P er trykket i det uendelige og på overfladen.

Overgangsregimet indeholder alle partiklerne, som er mellem de to regimer over her (10 nm < dp < 200 nm) eller Kn ≈ 1. Denne delvis empiriske ligning skildrer massefluxen:
{\displaystyle I=I_{cont}\cdot {\frac {1+Kn}{1+1.71Kn+1.33Kn^{2}}}}
hvor Icont er massefluxen for kontinuumregimet og Kn er Knudsentallet. Denne ligning kaldes Fuchs-Sutugins interpolationsformel. Ingen af disse ligninger medtager effekten af frigivet varme.

## Planteplanktonets rolle
Sulfatpartikler (SO42- og dråber af metansulfonsyre) optræder som kondensationskerner. Disse sulfatpartikler bliver delvis dannet af dimetylsulfid (DMS) produceret af planteplankton i havet. Algeopblomstring i havoverfladen opstår i næsten alle områder og medvirker til tilførslen af DMS i atmosfæren. En teori er, at en stigning i global temperatur vil føre til øget algeopblomstring og derfor flere kondensationskerner i atmosfæren, men der er ikke fundet beviser, som støtter denne teori endnu.